# 那波光雄
那波 光雄（なわ みつお、明治2年8月10日（1869年9月15日） - 1960年（昭和35年）4月1日）は、明治時代中期から大正時代の土木工学者、鉄道官僚。

## 経歴
岐阜県に生まれる。1893年（明治26年）帝国大学工科大学土木工学科を卒業後、恩師の白石直治に招請され関西鉄道に入社する。1899年（明治32年）京都帝国大学助教授に転じ、ドイツへ留学後、1902年（明治35年）教授に進む。1906年（明治39年）九州鉄道に入るが、翌年同社が解散すると帝国鉄道庁技師に転じ、中津建設事務所長となる。
ついで鉄道院大分建設事務所長、工務部設計課長を経て、1917年（大正6年）より東京帝国大学教授を兼ね、鉄道院総裁官房研究所所長を経て、1926年（大正15年）退官した。

## 栄典
- 1918年（大正7年）8月30日 - 従四位[3]

## 親族
- 岳父 岩村高俊（妻かつ父、土佐藩士）
- 息子 那波光正（株式会社東京楽天地社長）